# Pteropus pelagicus
La volpe volante di Chuuk (Pteropus pelagicus Kittlitz, 1836) è un pipistrello appartenente alla famiglia degli Pteropodidi, endemico della Micronesia.

## Descrizione

### Dimensioni
Pipistrello di medie dimensioni, con la lunghezza della testa e del corpo tra 131 e 186 mm, la lunghezza dell'avambraccio tra 101 e 115 mm, la lunghezza delle orecchie tra 20 e 24 mm e un peso fino a 245 g.

### Aspetto
La pelliccia è di lunghezza media, soffice e setosa. Il colore generale del corpo è bruno-nerastro, leggermente cosparso di peli grigiastri. Al centro dell'addome è presente una grossa macchia giallo-brunastra brillante o bianca. Le spalle variano dal bianco crema o giallo-brunastro dorato al fulvo. La testa è nerastra. Il muso è relativamente corto ed affusolato, gli occhi sono grandi, l'iride è marrone. Le orecchie sono di lunghezza media e con una leggera concavità sul bordo posteriore appena sotto l'estremità arrotondata. La tibia è priva di peli. Nelle femmine, e probabilmente anche nei maschi, sono presenti dei ciuffi di peli giallo-brunastri brillanti intorno a delle ghiandole situate sui lati del collo. È privo di coda, mentre l'uropatagio è ridotto ad una sottile membrana lungo la parte interna degli arti inferiori. La sottospecie P.p.pelagicus è più piccola ed ha le spalle color bianco crema divise da una banda longitudinale più scura.

## Biologia

### Comportamento
Si rifugia in gruppi fino ad un centinaio di individui sugli alberi delle foreste. È una specie prevalentemente diurna.

### Alimentazione
Si nutre di infiorescenze della Palma da cocco.

### Riproduzione
Femmine con piccoli ben sviluppati sono state osservate tra maggio e luglio.

## Distribuzione e habitat
Questa specie è diffusa sull'Atollo di Chuuk, sull'Atollo di Namonuito e nelle Isole Mortlock nella Micronesia.
Vive nelle foreste native montane.

## Tassonomia
Sono state riconosciute 2 sottospecie:
- P.p.pelagicus: Atolli di Ettal, Namoluk, Satowan e Lukunor nelle Isole Mortlock;
- P.p.insularis (Hombron & Jaquinot, 1842): Atolli di Chuuk, Namonuito e Losap.

## Conservazione
La IUCN Red List, considerato che la popolazione si è ridotta al 20% nelle ultime tre generazioni a causa della perdita del proprio habitat, classifica P. pelagicus come specie in grave pericolo (CR).

La CITES ha inserito questa specie nell'appendice I.